# Thoracosphaerales
Thoracosphaerales es un orden de organismos unicelulares de la superclase Dinoflagellata, clase Dinophyceae. Son algas marinas flageladas de pared celular calcárea, formadoras de microfósiles y son cocoides (en su mayoría tienen forma esférica).